# Ines Geißler
Ines Geißler (* 16. Februar 1963 in Marienberg) ist eine ehemalige deutsche Schwimmerin, die für die DDR startete.

## Werdegang
Den ersten und zugleich größten Triumph ihrer Laufbahn feierte Geißler bei den Olympischen Spielen 1980 in Moskau, als sie Olympiasiegerin über 200 m Schmetterling wurde. 1981 und 1982 konnte sie den Sieg bei den Europa- beziehungsweise Weltmeisterschaften wiederholen. Bei den Europameisterschaften 1983 gelang Geißler noch der Sieg über die 100 m Schmetterling, ehe sie 1984 ihre Laufbahn beendete. 1980 wurde sie mit dem Vaterländischen Verdienstorden in Silber und 1984 in Gold ausgezeichnet.

### DDR Doping
Geißlers Erfolge müssen, ebenso wie die vieler anderer DDR-Spitzensportlerinnen, auf Grund der systematischen Verabreichung von illegalen leistungssteigernden Substanzen durch DDR-Sportfunktionäre, Ärzte und Trainer in einem anderen Licht betrachtet werden.